# The Day After Roswell
The Day After Roswell este o carte despre nave spațiale extraterestre și despre Incidentul OZN de la Roswell. Este scrisă de colonelul american Philip J. Corso cu ajutorul ufologului William J. Birnes. A fost publicată de Pocket Books în 1997, la un an după moartea lui Corso, cu o prefață scrisă de Strom Thurmond. Cartea, scrisă sub forma unor memorii, pretinde că o navă extraterestră s-a prăbușit lângă Roswell, New Mexico, în 1947 și a fost recuperată de Guvernul SUA care a mușamalizat totul. 
Potrivit afirmațiilor autorului, cu ajutorul obiectelor recuperate de pe nava extraterestră au fost impulsionate cercetările privind laserul, circuitele integrate, fibra optică etc. Colonelul Corso a mai susținut că lumea a fost "în război" cu extratereștrii. Cartea se încheie cu reproducerea unor informații despre Proiectul Horizon - un plan de anii 1950 al armatei americane de a crea baze  pe Lună.
Când a aflat despre conținutul cărții, Thurmond a cerut ca prefața scrisă de el să fie retrasă, spunând: "Nu cunosc nimic despre nicio "mușamalizare" și nici nu cred că a existat vreuna."

## Primire
În 2001, The Guardian a inclus cartea în lista sa  "Top 10 farse literare".
A apărut în lista The New York Times a celor mai bine vândute cărți timp de câteva săptămâni, în lunile iulie și august 1997, dar a avut numeroase recenzii negative.